# 1997 PR
1997 PR är en asteroid i huvudbältet som upptäcktes den 1 augusti 1997 av den australiensiske astronomen Frank B. Zoltowski i Woomera.
Asteroiden har en diameter på ungefär 6 kilometer.